# Zapuntel
Zapuntel je zaselek na otoku Molatu (Hrvaška), ki upravno spada pod mesto Zadar Zadrske županije.
Zapuntel, v katerem živi okoi 40 stalnih prebivalcev, leži nad zalivom v notranjisti otoka ob cesti, ki povezuje Molat z obalo pri prelivu Zapuntel na severozahodni strani otoka.
V zalivu je kolenast okoli 70 m dolg pomol na katerem stoji svetilnik, ki oddaja svetlobni signal B Bl 2s z nazivnim dometom 5 milj. Na pomolu so priključki za elektriko in vodo, na nasprotni strani pomola v smeri proti zahodu pa boje za privez plovil. V pristanu je restavracija in trgovina.
Pristan ima pomembno vlogo, kajti ob močni burji skozi preliv Zapuntel ni možna plovba in plovila ki prihajajo iz smeri Kvarnera tu dobijo varno zaklonišče.

## Demografija
| Pregled števila prebivalcev po letih | Pregled števila prebivalcev po letih | Pregled števila prebivalcev po letih | Pregled števila prebivalcev po letih | Pregled števila prebivalcev po letih | Pregled števila prebivalcev po letih | Pregled števila prebivalcev po letih | Pregled števila prebivalcev po letih | Pregled števila prebivalcev po letih | Pregled števila prebivalcev po letih | Pregled števila prebivalcev po letih | Pregled števila prebivalcev po letih | Pregled števila prebivalcev po letih | Pregled števila prebivalcev po letih | Pregled števila prebivalcev po letih |
| ------------------------------------ | ------------------------------------ | ------------------------------------ | ------------------------------------ | ------------------------------------ | ------------------------------------ | ------------------------------------ | ------------------------------------ | ------------------------------------ | ------------------------------------ | ------------------------------------ | ------------------------------------ | ------------------------------------ | ------------------------------------ | ------------------------------------ |
| 1857                                 | 1869                                 | 1880                                 | 1890                                 | 1900                                 | 1910                                 | 1921                                 | 1931                                 | 1948                                 | 1953                                 | 1961                                 | 1971                                 | 1981                                 | 1991                                 | 2001                                 |
| 122                                  | 225                                  | 111                                  | 144                                  | 163                                  | 145                                  | 145                                  | 196                                  | 258                                  | 259                                  | 234                                  | 168                                  | 90                                   | 52                                   | 58                                   |